# Justin de Marseille
Pour plus de détails, voir Fiche technique et Distribution.
Justin de Marseille est un film français réalisé par Maurice Tourneur et sorti en 1935.

## Synopsis
Marseille, sa vie, ses habitants, son port. Lors du débarquement du bateau Le Mauritanie éclate un incident. Une bande de malfrats s'empare d'une cargaison d'opium cachée dans le siège d'un passager invalide et l'emporte sous le feu nourri des douaniers. L’évènement crée l'émoi dans la presse et dans le milieu car la marchandise était destinée aux triades chinoises.
Justin, figure notoire du milieu marseillais, lui-même chef de gang, n'apprécie pas ce coup d'éclat qui fait des vagues et désorganise le marché de la contrebande. Il apprend bien vite que l'auteur du vol est Esposito, ambitieux parrain napolitain, et prend sur lui de le remettre à sa place.

## Fiche technique
- Titre : Justin de Marseille
- Réalisation : Maurice Tourneur
- Scénario : Carlo Rim
- Décors : Lazare Meerson, Alexandre Trauner
- Photographie : Georges Benoît et René Colas
- Son : Antoine Archimbaud
- Musique : Jacques Ibert
  - Chansons : Premier Amour de Vincent Scotto (musique) et Louis Poterat (paroles), interprétée par Tino Rossi ; Parlez-moi d'amour de Jean Lenoir
  - Direction d'orchestre : Maurice Jaubert
- Producteurs : Alexandre Kamenka et Émile Natan
- Société de production : Pathé-Natan
- Société de distribution : Pathé-Natan puis Mondial Film
- Pays de production :  France
- Langue originale : français
- Format : Noir et blanc — 35 mm — 1,37:1 — Son mono (RCA Photophone)
- Genre : Film dramatique
- Durée : 95 minutes
- Date de sortie : 
  - France : 5 avril 1935

## Distribution
- Antonin Berval : Justin
- Pierre Larquey : Le Bègue
- Alexandre Rignault : Esposito
- Ghislaine Bru : Totone
- Line Noro : La Rougeole
- Paul Ollivier : Achille
- Raymond Aimos : Le Fada
- Armand Larcher : Silvio
- Paul Amiot : Le sous-directeur de la Sûreté
- Jacques Duluard : Pantalon
- Marcel Raine : Brutus
- Paul Grail : Félicien
- Milly Mathis : Mme Trompette
- Marthe Mellot : la mère de Justin
- Renée Dennsy : Ninette
- Émile Chin Fu : le chef de gang chinois
- Marguerite Chabert : Mme Olympe
- Viviane Romance : une pensionnaire de Mme Olympe
- Anthony Gildès : le curé
- Gaby Basset : Mado
- José Davert : l'Ancien
- Géno Ferny : le docteur
- Tino Rossi : la voix chantée du pêcheur

## Production
Le film a été tourné en extérieurs à Marseille et aux studios de Joinville-le-Pont.

## Critiques
« Maurice Tourneur confirme ici, au cœur de sa seconde période française, son talent raffiné de réalisateur. Les multiples scènes d'action lui permettent de donner libre cours à son sens de l'ellipse et du raccourci. Sécheresse du trait qui n'a pas grand-chose à envier aux maîtres du film noir américain qui, à la même époque, faisaient le bonheur de la Warner. En fait, le cinéaste parvient ici à faire coïncider sa passion pour les atmosphères poétiques et la faconde de ses protagonistes avec la rigueur du thriller, son réalisme et sa cruauté. Un très grand film de genre du cinéma français d'avant guerre... »

— Olivier de Bruyn, Télérama, 19 avril 2008

## Autour du film
- Avant sa réalisation, Carlo Rim a demandé au truand marseillais Paul Carbone son autorisation, aucun film sur le milieu marseillais ne pouvait alors être tourné à Marseille sans son accord.
- Louis de Funès, 20 ans, était présent lors du tournage du film en tant que clapman.
- Il s'agit du premier film de Tino Rossi, 27 ans, mais on n'y entend que sa voix.
- C'est à tort que ce titre figure parfois dans la filmographie de Jean Gabin, qui n'y apparaît absolument pas.
- La scène du faux enterrement est tournée à Marseille le 9 octobre 1934, au même moment et dans la même ville, le roi Alexandre Ier et le ministre Louis Barthou sont assassinés.
- Lors de sa sortie, le film fut interdit de diffusion à Marseille, puis à l'initiative du député Fernand Bouisson dans tout le département des Bouches-du-Rhône. Des cars sont alors mis à la disposition des Marseillais par le distributeur pour leur permettre d'aller le voir à Toulon.